# Marjan Rus
Marjan Rus, slovenski basist, * 10. julij 1905, Kranj, † 28. avgust 1974, Kranj.
Rus je leta 1930 diplomiral iz filozofije na ljubljanski Filozofski fakulteti in petja pri Juliju Betettu na Državnem konservatoriju V Ljubljani. V ljubljanski operi je prvič nastopil 1931 in do 1935 predstavil več velikih basovskih vlog. Od 1935 do 1939 je nastopal v zagrebški Operi, nato pa v Dunajski državni operi. Rus je imel močan glas velikega obsega, bil je dober igralec, uveljavil pa se je tudi kot koncertni pevec.